# شهرستان فولتن (جورجیا)
شهرستان فولتن، جورجیا (به انگلیسی: Fulton County, Georgia) یک سکونتگاه مسکونی در ایالات متحده آمریکا است که در جورجیا واقع شده‌است.
بر اساس سرشماری ۲۰۲۰ ایالات متحده آمریکا، جمعیت آن ۱٬۰۶۶٬۷۱۰ تن بود، که آن را بدل به پرجمعیت‌ترین شهرستان این ایالت و تنها شهرستان آن با بیش از یک میلیون تن می‌کند. مرکز این شهرستان و بزرگ‌ترین شهر آن آتلانتا، پایتخت این ایالت است. در حدود ۹۰٪ از شهر آتلانتا در شهرستان فولتن واقع شده‌است؛ و ۱۰٪ دیگر در شهرستان دیکلب، جورجیا قرار دارد. شهرستان فولتن بخشی از منطقه کلان‌شهری آتلانتا است.